# Vlad Munteanu
Vlad Munteanu (* 16. Januar 1981 in Bacău, Kreis Bacău) ist ein ehemaliger rumänischer Fußballspieler. 

## Verein
Munteanu spielte in der Jugend beim FCM Bacău. Mit 19 Jahren wechselte er zum Spitzenklub Dinamo Bukarest. 2001 holte er mit Dinamo seinen ersten Titel und wurde Pokalsieger. Bis 2006 holte der Mittelfeldspieler mit dem Hauptstadtverein zwei Meisterschaften und drei Pokalsiege und spielte mehrere Runden im UEFA-Pokal. Bis auf die Rückrunde der Saison 2004/05, wo er an FC Național Bukarest ausgeliehen wurde, spielte er 94 Mal für Dinamo in der ersten rumänischen Liga.
2006 wechselte der Rumäne in die Fußball-Bundesliga zum Aufsteiger Energie Cottbus. Er erzielte dort insgesamt elf Tore in 33 Spielen für die Lausitzer.
Im Juli 2007 unterschrieb er beim Ligakonkurrenten VfL Wolfsburg einen Vierjahresvertrag. Doch bereits nach einem halben Jahr fiel er dem umfassenden Mannschaftsumbau von Trainer Felix Magath zum Opfer und so wechselte er Ende Januar auf Leihbasis nach Frankreich zum AJ Auxerre. Zur Saison 2008/09 kehrte er nach abgelaufener Ausleihe wieder nach Wolfsburg zurück. In der Winterpause 2008/09 wurde er an Arminia Bielefeld ausgeliehen, wo er in der Rückrunde auf 15 Einsätze kam. Ein längerer Verbleib des Rumänen scheiterte am Abstieg des Vereins zu Saisonende. In Wolfsburg trat zur Runde 2009/10 mit Armin Veh ein neuer Trainer an, doch auch unter ihm konnte sich Munteanu nicht in die Bundesligamannschaft spielen, er kam lediglich auf einige Einsätze in der Regionalligaelf. Ende Januar 2010 wurde er erneut ausgeliehen, dieses Mal an den abstiegsbedrohten Zweitligisten FSV Frankfurt. Im Sommer 2010 kehrte Munteanu nach Wolfsburg zurück, wurde in der Hinrunde der Saison 2010/11 aber weder in der Bundesliga- noch in der Regionalligamannschaft eingesetzt. Am 20. Januar 2011 löste der VfL Wolfsburg den Vertrag mit Munteanu frühzeitig auf, der daraufhin zu Dinamo Bukarest zurückkehrte. Dort kam er in der Rückrunde der Saison 2010/11 aber lediglich auf fünf Einsätze. In der folgenden Sommerpause wechselte er zum Aufsteiger CS Concordia Chiajna. Am 6. Juni 2012 verließ er Rumänien und kehrte nach Deutschland zurück, wo er einen Vertrag beim FC Erzgebirge Aue unterschrieb. Bereits nach einer Saison musste er jedoch den Verein wieder verlassen.

## Nationalmannschaft
Vlad Munteanu wurde einmal in die rumänische Fußballnationalmannschaft berufen. Er spielte am 21. August 2002 gegen Griechenland. Außerdem erzielte er ein Tor in acht Partien für Rumäniens U-21.

## Fußballfunktionär
Von November 2013 bis Mai 2015 war Munteanu Präsident von Universitatea Cluj.

## Titel und Erfolge
- Rumänischer Meister 2002, 2004
- Rumänischer Pokalsieger 2001, 2003, 2004